# Almogía
Almogía es una villa y municipio español de la provincia de Málaga, Andalucía, situada en las estribaciones de los Montes de Málaga. Limita al norte con la villa y municipio de Antequera y con el de Villanueva de la Concepción, al este con Casabermeja y Málaga, al sur con los municipios de Málaga y Cártama, y al oeste con el municipio de Álora.
El núcleo de población está situado sobre un terreno suave y ondulado cuya máxima altitud es la de "Sancti Petri" (794 m) Las tierras están bañadas por el río Campanillas y los arroyos de Cauche y de los Olivos. Su economía se centra en la agricultura, especialmente en la explotación del almendro y el olivo, aunque la mayor parte de la población empleada se encuentra en el sector servicios en la costa quedando la agricultura y ganadería relegadas a un segundo plano en la economía de la villa.

## Historia
El origen de Almogía es remoto; se han hallado vestigios de algunas pinturas rupestres de edad prehistórica en algunas cuevas del término municipal; también se han encontrado restos de la presencia romana en varios puntos de la villa, y algo de presencia turdetana (posiblemente de influencia tartésica o feno-púnica), pero no es hasta la dominación musulmana cuando se cree que se creó el núcleo de población actual alrededor de su castillo, del que actualmente solo quedan unos restos de una de sus torres (La Torre de la Vela). 
El nombre de Almogía en el idioma árabe andalusí y romance hispánico era Al-Mexia, que según versiones distintas de dos historiadores, uno se decanta por la derivación del nombre de una tribu bereber del linaje de los al-mexíes (cuya existencia aún no está comprobada), y otros afirman que quiere decir "La Hermosa" (lo que lingüísticamente no está comprobado).
Su privilegiada situación en la parte occidental de los Montes de Málaga debió concederle un gran valor estratégico en la antigüedad como parecen indicar los restos de una calzada romana que se localizan en su término municipal.
Fue importante enclave en la época musulmana. Durante la revuelta de Omar ben Hafsún contra los omeyas cordobeses, la fortaleza de Sancti Petri (Hins-Xan-Biter, según Vázquez Otero [históricamente no comprobado]) desempeñó un papel fundamental en la defensa del Bobastro de Málaga. Aún pueden apreciarse los restos de esa fortaleza.
La villa fue entregada a la Reina Isabel de Castilla (Isabel la Católica) en mayo de 1487, la cual nombró alcaide cristiano al capitán Mosén Pedro de Santisteban.
Los moriscos de Almogía participaron en la rebelión de 1570. Al ser derrotados, fueron expulsados, quedándose despobladas las tierras que fueron repobladas con cristianos viejos procedentes de las poblaciones de Teba y Antequera, en aquel entonces pertenecientes al reino de Sevilla. 
Durante la guerra de la Independencia contra la Francia napoleónica, Almogía y su castillo fueron invadidos por las tropas napoleónicas que lo destruyeron en su huida.

## Geografía humana

### Demografía
Cuenta con una población de 4132 habitantes (INE 2024).
| Gráfica de evolución demográfica de Almogía entre 1842 y 2021                                                         |
| |
| Población de derecho según los censos de población del INE. Población de hecho según los censos de población del INE. |

### Transporte público
La villa de Almogía está integrada en el Consorcio de Transporte Metropolitano del Área de Málaga, lo que permite a sus ciudadanos beneficiarse de las ventajas que supone el uso de la Tarjeta de Transporte. Pueden consultarse las rutas de autobús interurbano en el siguiente enlace

### Economía

#### Evolución de la deuda viva municipal
| Gráfica de evolución de Deuda viva del Ayuntamiento de Almogía entre 2008 y 2019                                |
| |
| Deuda viva del Ayuntamiento de Almogía en miles de Euros según datos del Ministerio de Hacienda y Ad. Públicas. |

## Gastronomía
Los platos típicos andaluces son el gazpachuelo, las porras y los espárragos trigueros, con el que se prepara un plato al que además de los espárragos se le añaden patatas y un bacalao llamado chanfaina.

## Monumentos
- Iglesia del siglo XVI Nuestra Señora de la Asunción.
- Ermita del Sagrado Corazón de Jesús del siglo XVII.
- Ermita de las Tres Cruces del siglo XVII-XVIII, restaurada hace algunos años, donde se celebra la fiesta de Verdiales de primeros de mayo.

## Fiestas

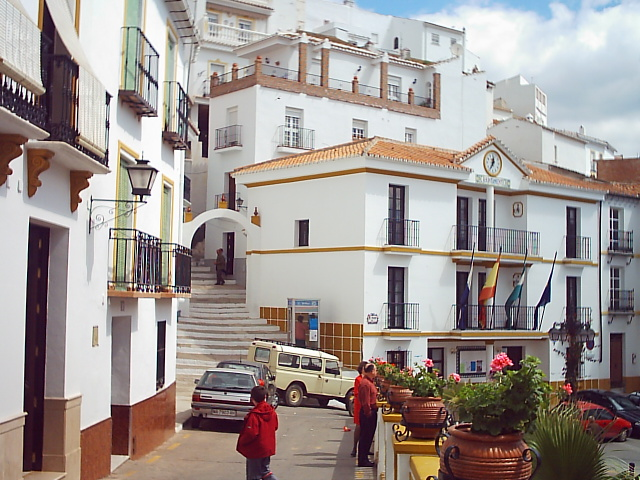
Ayuntamiento de Almogía.

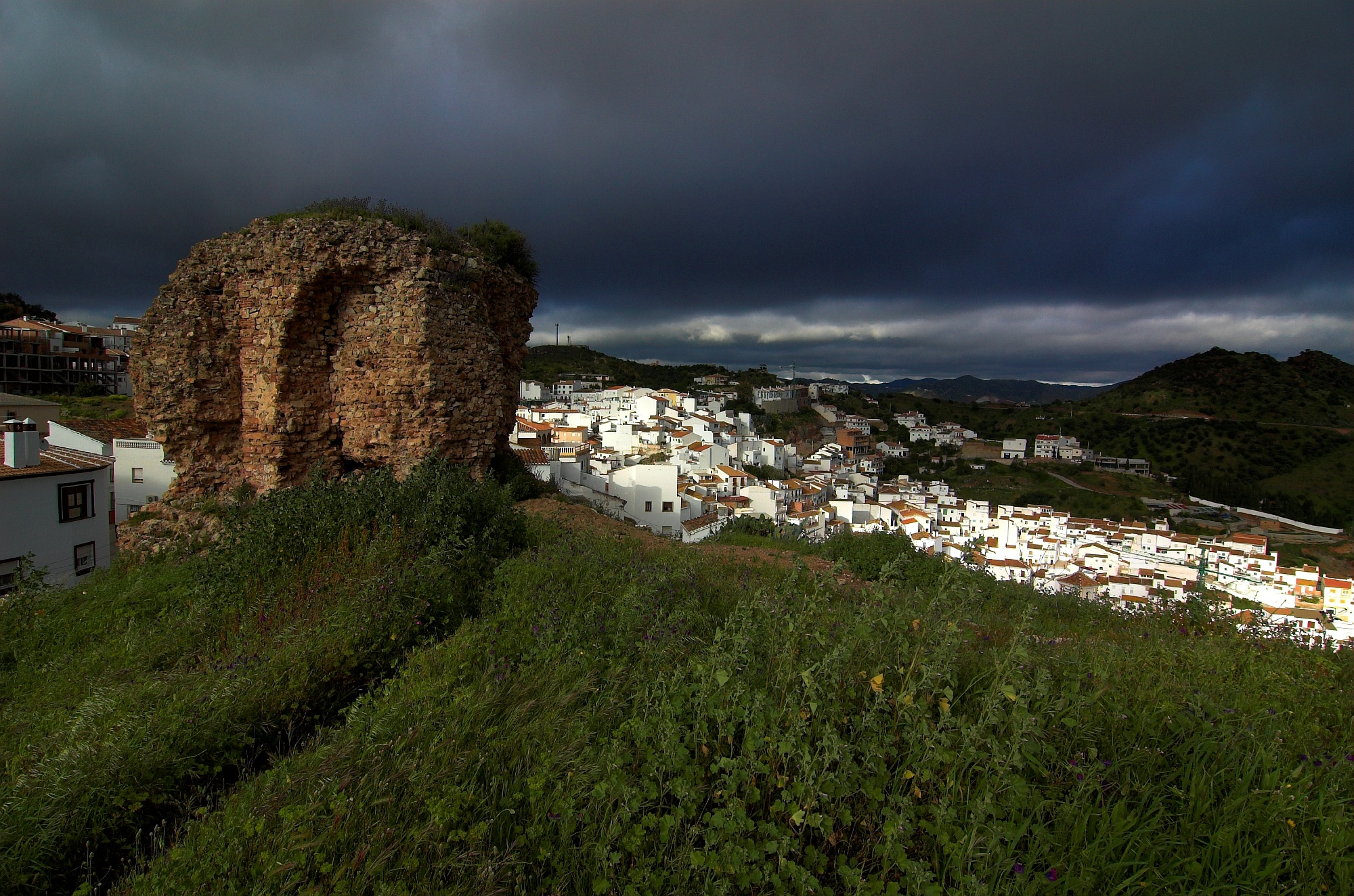
Vista del pueblo desde la zona donde se hallaba el castillo de la época islámica, del que solo queda la base de la Torre de la Vela antes de su actual restauración.

Almogía celebra en mayo la Fiesta de Verdiales de las Tres Cruces, de Singularidad Turística Provincial. El evento se desarrolla en los alrededores de una ermita situada en los límites de los municipios de Almogía, Cártama, Álora y Pizarra. Pandas de verdiales de los cuatro pueblos participan en el ‘choque de pandas’ demostrando su buen hacer folclórico. La música, el baile y las degustaciones culinarias centran la jornada. Otro acontecimiento centrado en esta expresión cultural llega en agosto. Es el festival ‘Cuna de Verdiales’ en el que se entrega el premio al Fiestero de Honor.
- En torno al 15 de agosto: Feria de Agosto en honor de san Roque y San Sebastián, patrones del pueblo.
- Mediados de Mayo: Romería de San Isidro Labrador, donde cada año coge mayor esplendor por la afluencia de público y de peñas que realizan el camino romería hacia el Recinto de las Dos Herrizas, donde tiene lugar una gran fiesta. La Feria de Ganado es el preámbulo a la tradicional Romería.

- A principios de octubre se celebra el Día de la Almendra, con multitud de asistentes. Los visitantes pueden, además de conocer este maravilloso pueblo, probar platos típicos en los muchos puestos que se montan para la ocasión, así como adquirir productos realizados a mano por grandes maestros, como cerámica, pleita...

- Semana Santa (marzo/abril). Sin duda alguna se trata de la Fiesta por antonomasia de la localidad. Existen dos cofradías de pasión que realizan sus salidas procesionales el Jueves Santo y Viernes Santo: la 'Venerable Hermandad del Santo Cristo de la Vera+Cruz, Santo Entierro, Nuestra Señora de los Dolores y María Santísima de Concepción y Lágrimas' (conocida popularmente como 'Hermandad de Cristo'); y la 'Hermandad de Procesión y Culto de Nuestro Padre Jesús Nazareno, María Santísima de los Dolores, Nuestra Señora de la Soledad y Niño Jesús' (conocida como 'Hermandad de Jesús') (erigida canónicamente en 1712). La mantilla es de uso popular durante los días del jueves y del viernes, siendo muy habitual que las mujeres de la localidad la usen en estas fechas.